# Nazionale maschile di calcio dell'Eritrea
La nazionale di calcio dell'Eritrea (in arabo منتخب إرتيريا لكرة القدم) è la rappresentativa calcistica nazionale dell'Eritrea ed è posta sotto il controllo della Federazione calcistica dell'Eritrea. I giocatori sono soprannominati "I Ragazzi del Mar Rosso". La federazione è stata fondata nel 1992 ed è affiliata alla FIFA dal 1998. Nella sua breve storia non ha mai preso parte alla fase finale né della Coppa d'Africa né della Coppa del Mondo.
Nella graduatoria FIFA in vigore da agosto 1993 il miglior piazzamento raggiunto è stato il 121º posto nell'agosto 2007, mentre il peggiore è il 206º posto che ha occupato nell'agosto 2018. Attualmente occupa l'ultimo posto in graduatoria FIFA come squadra non classificata dato che la nazionale Eritrea non gioca una partita ufficiale dal 2020.

## Storia
La nazionale eritrea venne invitata a un torneo amichevole in Sudan nel 1992, l'anno prima che l'Eritrea ottenesse l'indipendenza. L'Eritrea ha partecipato alla Coppa CECAFA 1994, organizzata dal Council for East and Central Africa Football Association, anche se l'ENFF non fu fondata fino al 1996. La prima partita ufficiale a livello internazionale è stata giocata nella Coppa CECAFA 1999, l'anno dopo l'ENFF si affiliò alla CAF e alla FIFA. Ha partecipato ai turni di qualificazione della Coppa delle nazioni africane 2000 e del campionato mondiale di calcio 2002, e successive edizioni fino al 2008. Ha anche partecipato a intermittenza alla Coppa CECAFA.
Nelle qualificazioni alla Coppa delle Nazioni Africane 2000, l'Eritrea è riuscita a pareggiare in casa contro il Camerun per 0-0 e ha vinto casa per 1-0 contro il Mozambico. Concluse al secondo nel suo gruppo composto da tre squadre, avanzando così per i play-off dove ha affrontato Senegal e Zimbabwe, ma alla fine persero tutte e quattro le partite in quella fase finale.
Nel primo turno delle qualificazioni al campionato mondiale di calcio 2002, pareggiò contro la Nigeria e fu sconfitta per 4-0 in trasferta, dopo un pareggio a reti inviolate in casa. Il commissario tecnico era Yilmaz Yuceturk.
Nel primo turno delle qualificazioni al campionato mondiale di calcio 2006, il Sudan è stato sorteggiato come avversario dell'Eritrea. L'Eritrea perso all'andata per 3–0, prima di un altro pareggio senza reti ad Asmara. Il commissario tecnico dell'Eritrea era Tekie Abraha.
Nel gruppo 6 delle qualificazioni alla Coppa delle Nazioni Africane 2008, sotto la guida del CT rumeno Dorian Marin, l'Eritrea è arrivata seconda dietro l'Angola, non riuscendo a qualificarsi per la fase finale del torneo. Ha battuto due volte il Kenya e ha pareggiato in casa con l'Angola.
Nel primo turno delle qualificazioni al campionato mondiale di calcio 2014, l'Eritrea ha affrontato il Ruanda]. L'andata ad Asmara si è conclusa con un pareggio per 1-1 (e ha visto il primo gol in assoluto dell'Eritrea in una partita valida per le qualificazioni alla Coppa del Mondo), ma il Ruanda vinse al ritorno con un risultato di 3-1.
Negli ultimi anni un numero elevato di rifugiati ha lasciato l'Eritrea, e alcuni atleti che viaggiano per giocare all'estero hanno colto l'occasione per fuggire. Nel dicembre 2012, 17 calciatori eritrei e il medico della squadra sono scomparsi dopo un torneo della CECAFA in Uganda e hanno presentato domanda di asilo nel paese. Quattro giocatori del Red Sea hanno disertato una partita della CAF Champions League 2006 a Nairobi, in Kenya,  e fino a 12 membri della nazionale dopo la Coppa CECAFA 2007 in Tanzania. Altri 6 giocatori hanno chiesto asilo in Angola nel marzo 2007 dopo una partita di qualificazione del gruppo 6 per la Coppa delle Nazioni Africane 2008. Altri tre giocatori della nazionale hanno chiesto asilo in Sudan.
L'Eritrea si è ritirato dalla Coppa CECAFA 2008, e dalle qualificazioni della campionato mondiale di calcio 2010 e della Coppa delle nazioni africane 2010. Dato il numero di giocatori che chiedono asilo, il governo eritreo ha iniziato a richiedere agli atleti di pagare una cauzione di 100.000 nakfa prima di viaggiare all'estero.
L'Eritrea è tornata a partecipare alla Coppa CECAFA nel 2009 a Nairobi. Una nazionale giovane è stata riunita con un allenamento di soli 12 giorni. Nel gruppo B, ha ottenuto un pareggio a sorpresa con lo Zimbabwe, perso strettamente contro il Ruanda, e battuto la Somalia 3-1. Sono stati facilmente battuti 4-0 nei quarti di finale dalla Tanzania. Dodici membri della nazionale non sono riusciti a presentarsi per il volo di ritorno e hanno chiesto l'assistenza del consorzio dei rifugiati del Kenya. Si credeva si nascondessero a Eastleigh, un sobborgo orientale di Nairobi, dove vivono molti immigrati. Nicholas Musonye, segretario generale del CECAFA, temeva che il governo potesse reagire rifiutando di lasciare che la nazionale viaggiasse all'estero in futuro. I dodici giocatori hanno successivamente ricevuto asilo provvisorio dall'Alto commissariato delle Nazioni Unite per i rifugiati in Kenya. Undici di questi giocatori hanno viaggiato fino ad Adelaide in Australia di cui due di loro, Samuel Ghebrehiwet e Ambes Sium, hanno firmato un contratto con il Gold Coast Utd, società della massima serie australiana, nell'agosto 2011.
Nove giocatori e l'allenatore sono scomparsi in Kenya nel dicembre 2013.
Nel primo turno delle qualificazioni al campionato mondiale di calcio 2018, dieci giocatori della nazionale dell'Eritrea si sono rifiutati di tornare a casa dopo aver giocato una partita di qualificazione ai Mondiali in Botswana e hanno ottenuto l'asilo lì, stando alle parole dei funzionari.
Invece, nel novembre 2023, l'Eritrea, che era stata inserita nel Gruppo E delle qualificazioni al campionato del mondo 2026 insieme a Marocco, Zambia, Tanzania, Rep. del Congo e Niger, si è ritirata dalle qualificazioni adducendo come motivo il rifiuto di Zemede Tekle, Commissario eritreo per lo sport e la cultura, di partecipare ai playoff. 
La Nazionale torna a giocare per la prima volta dopo cinque anni, il 26 e 28 maggio 2025 contro la nazionale del Niger. La prima partita è terminata in pareggio 0-0 mentre la seconda con una vittoria in favore del Niger, per 1 a 0.

## Risultati in Coppa del Mondo
- Dal 1930 al 1998 - Non partecipante
- Dal 2002 al 2022 - Non qualificata
- 2026 - Ritirata

## Risultati in Coppa d'Africa
- Dal 1957 al 1998 - Non partecipante
- Dal 2000 al 2017 - Non qualificata
- 2019 -  Non partecipante
- 2021 -  Esclusa per motivi politico istituzionali
- 2023 -  Ritirata
- 2025 -  Ritirata